# Эмидоцефалы
Эмидоцефалы, или черепахоголовы (лат. Emydocephalus) — род морских змей из семейства аспидов.

## Описание
Общая длина представителей этого рода колеблется от 60 см до 1,3 м. Голова умеренного размера, несколько похожа на голову черепахи. Есть 3 верхнегубных щитка, второй длиннее остальных. Присутствует большой вентральный щиток. Через туловище проходит 15—17 рядов чешуи. Вентральных щитков — 125—146. Есть рудиментарные зубы в верхней челюсти позади клыков. Окрас колеблется от чёрного или коричневого до жёлтого со светлыми полосами или без них.

## Образ жизни
Проводит жизнь в море и у побережья. Активны ночью, питаются рыбой и рыбьей икрой.

## Размножение
Это живородящие змеи.

## Распространение
Обитают в восточной части Индийского океана и западной части Тихого океана.

## Классификация
На сентябрь 2018 года в род включают 3 вида:
- Emydocephalus annulatus Krefft, 1869 — Кольчатый эмидоцефал, или кольчатый черепахоголов
- Emydocephalus ijimae Stejneger, 1898 — Черепахоголов Стейнеджера, или азиатский черепахоголов
- Emydocephalus szczerbaki Dotsenko, 2011